# Paraegidium costalimai
Paraegidium costalimai är en skalbaggsart som beskrevs av Maria Aparecida Vulcano, Guido Pereira och Martinez 1966. Paraegidium costalimai ingår i släktet Paraegidium och familjen Hybosoridae. Inga underarter finns listade i Catalogue of Life.